# Святухин, Владимир Михайлович
Владимир Михайлович Святухин (1884—1963) — русский и советский хирург, доктор медицинских наук, профессор.

## Биография
Родился 6 августа (18 августа по новому стилю) 1884 года в селе Подолец Владимирской губернии Российской империи в семье священника.
Учился во Владимирской Духовной семинарии, потом на медицинском факультете Дерптского университета (ныне Тартуский университет в Эстонии), после 1905 года — в Московском университете. Ученик Петра Александровича Герцена, тоже стал хирургом. В Первую мировую войну работал в московских госпиталях. Во время Гражданской войны инспектировал медицинские учреждения РККА и одновременно работал хирургом.
В силу складывавшихся обстоятельств семье Владимира Святухина приходилось часто менять местожительство: в Гражданскую войну с Красной Армией дошёл до Архангельска, там возглавлял фронтовой госпиталь; затем на протяжении десяти лет в Нижнем Новгороде, где избирался членом городского Совета народных депутатов и преподавал в Нижегородском государственном университета; в 1932 году переехал заведовать хирургической клиникой в Краснодар и преподавал в Кубанском медицинском институте; с 1938 года жил в Москве, работал в хирургических больницах Министерства здравоохранения. Был автором ряда научных трудов.
В годы Великой Отечественной войны В. М. Святухин работал в эвакуационных госпиталях ЭГ-1862 и ЭГ-2314, военврач 3-го ранга.
Умер в 1963 году в Москве, был похоронен на Новодевичьем кладбище города (участок 4).
Отец советского государственного деятеля — Святухина Василия Владимировича.